# 滋賀県道217号外八日市線
滋賀県道217号外八日市線（しがけんどう217ごう とのようかいちせん）は、滋賀県東近江市を通る一般県道である。

## 概要
東近江市愛東外町から東近江市神田町に至る。愛知川上流の右岸沿いの県道。

### 路線データ
- 起点：東近江市愛東外町（滋賀県道508号中里山上日野線交点）
- 終点：東近江市神田町（滋賀県道216号雨降野今在家八日市線交点）
- 総延長：6.8 km

## 路線状況

### 道路施設

#### 橋梁
- 中戸橋（加領川、東近江市）

## 地理

### 通過する自治体
- 東近江市

### 交差する道路
| 交差する道路                      | 交差する場所         | 交差する場所         |
| --------------------------------- | -------------------- | -------------------- |
| 滋賀県道508号中里山上日野線       | 愛東外町             | 起点                 |
| 国道307号 / 近江グリーンロード    | 妹町（いもとちょう） | 妹南交差点           |
| 滋賀県道327号湖東八日市線         | 上岸本町             | 東近江大橋北詰交差点 |
| 滋賀県道229号百済寺甲上岸本線     | 上岸本町             |                      |
| 滋賀県道216号雨降野今在家八日市線 | 神田町               | 終点                 |

### 沿線
- 菅原神社
- 青山公民館
- 東近江市立愛東南小学校、愛東南幼稚園
- 松雲寺
- 春日神社
- 鯰江城跡
- 水道事務所
- 平和工業